# Lista autorów zakazanych w III Rzeszy
Autorzy zakazani w Trzeciej Rzeszy zostali wskazani w oficjalnie wydanych listach:
1. Liste des schädlichen und unerwünschten Schrifttums, 31 grudnia 1938
2. Jahreslisten 1939-1941. Bez zmian nowy druk wydanie w Lipsku, 1938–1941, 1979 Vaduz

Oficjalna lista została opublikowana przez Reichsministerium für Volksaufklärung und Propaganda. Lista zawiera autorów wówczas żyjących i zmarłych. Zostali umieszczeni na liście z powodu żydowskiego pochodzenia, ze względu na sympatie komunistyczne lub pacyfistyczne albo podejrzenie ich o takowe.
Lista autorów zakazanych w III Rzeszy

## Indeks

#### ABCDEFGHIJKLŁMNOPRSŚTUVWZŹŻ
| - Alfred Adler - Hermann Adler - Max Adler - Ernst Angel - Bernhard Aschner - Raoul Auernheimer | - Otto Bauer - Vicki Baum - Johannes Becher - Richard Beer-Hofmann - Walter Benjamin - Martin Beradt - Walter Arthur Berendsohn - Fritz Ernst Bettauer - Ernst Bloch - Felix Braun - Josef Braunthal - Bertolt Brecht - Willi Bredel - Hermann Broch - Ferdinand Bruckner                                                      | C |
| - Ludwig Dexheimer - Alfred Döblin - John Dos Passos | - Kasimir Edschmid - Albert Ehrenstein - Albert Einstein - Carl Einstein - Kurt Eisner - Friedrich Engels - Hanns Heinz Ewers | - Lion Feuchtwanger - Marieluise Fleißer - Friedrich Foerster - Leonhard Frank - Anna Freud - Sigmund Freud - Egon Friedell - Salomo Friedlaender                                                                 |
| - André Gide - Claire Goll - Oskar Maria Graf - George Grosz - Ernst Gläser | - Ferdinand Hardekopf - Jakob Haringer - Jaroslav Hašek - Walter Hasenclever - Raoul Hausmann - Heinrich Heine - Max Herrmann-Neisse - Franz Hessel - Magnus Hirschfeld - Jakob van Hoddis - Ödön von Horváth | - Wiera Inbier |
| - Heinrich Eduard Jacob - Hans Henny Jahnn - Georg Jellinek - Franz Jung | - Erich Kästner - Franz Kafka - Georg Kaiser - Mascha Kaléko - Alfred Kantorowicz - Karl Kautsky - Hans Keilson - Hans Kelsen - Alfred Kerr - Hermann Kesten - Irmgard Keun - Klabund - Alma Johanna Koenig - Annette Kolb - Gertrud Kolmar - Paul Kornfeld - Siegfried Kracauer - Theodor Kramer - Karl Kraus - Adam Kuckhoff | - Gustav Landauer - Else Lasker-Schüler - Włodzimierz Lenin - Leopold Lichtwitz - Karl Liebknecht - Karl Lieblich - Hubertus Prinz zu Löwenstein - Ernst Lothar - Emil Ludwig - Róża Luksemburg                   |
| - André Malraux - Heinrich Mann - Klaus Mann - Thomas Mann - Hans Marchwitza - Valeriu Marcu - Ludwig Marcuse - Karl Marx - E.C. Albrecht Meyenberg - Walter Mehring - Gustav Meyrink - Erich Mühsam - Robert Musil | - Alfred Neumann - Robert Neumann | - Carl von Ossietzky - Karl Otten - Ernst Ottwalt |
| - Hertha Pauli - Kurt Pinthus - Adelheid Popp | - Friedrich Reck-Malleczewen - Erik Reger - Gustav Regler - Wilhelm Reich - Erich Maria Remarque - Karl Renner - Joachim Ringelnatz - Rudolf Rocker - Ruth Margarete Roellig - Joseph Roth - Otto Rühle - Alice Rühle-Gerstel                                                                                                  | - Nelly Sachs - Felix Salten - Rahel Sanzara - Arno Schirokauer - Arthur Schnitzler - Anna Seghers - Walter Serner - Ignazio Silone - Otto Soyka - Wilhelm Speyer - Rudolf Steiner - Paul Stefan - Carl Sternheim |
| - Lisa Tetzner - Adrienne Thomas - Ernst Toller - Friedrich Torberg - B. Traven - Lew Trocki - Karl Tschuppik - Kurt Tucholsky                                                                                      | - Fritz von Unruh - Jakob Wassermann - Armin Wegner - Ernst Weiß - Grete Weiskopf - Franz Werfel - Eugen Gottlob Winkler - Friedrich Wolf - Paul Zech - Carl Zuckmayer - Arnold Zweig - Stefan Zweig | |
| | | |